# Тан Ду

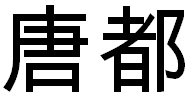

Тан Ду́ (кит. упр. 唐都, пиньинь Táng Dū) (II век до н. э.) — древнекитайский астроном и астролог эпохи Западная Хань.
В 104 году до н. э. участвовал вместе со знаменитым историком и астрологом Сыма Цянем, астрономом и астрологом Лося Хуном и другими учеными-чиновниками в составлении нового календаря «Тай чу ли». Согласно главе 130 «Ши цзи», Сыма Тань, отец историка Сыма Цяня, учился у Тан Ду астрономии (天官). Тан Ду упоминается также в гл. 26, 27, 112 «Ши цзи».

## Свидетельства о жизни и учении
- «Когда нынешний наш государь вступил на престол, он призвал к себе астролога Тан Ду и поручил ему приказ по делам Неба» (Ши цзи Глава 26, оригинал текста: кит. 至今上即位，招致方士唐都，分其天部).

- «Со времен Хань среди тех, кто был искусен в небесных подсчетах [известны]: Тан Ду — по звёздам, Ван Шо — по пара́м и туманам, Вэй Сянь — по гаданиям об урожае» (Ши цзи. Глава 27, оригинал текста: кит. 夫自漢之為天數者，星則唐都，氣則王朔，占歲則魏鮮。).